# بژژنو (استان اشوی‌داشکسیه)
بژژنو (به لهستانی: Brzeźno) یک منطقهٔ مسکونی در لهستان است که در گمینا سوبکوو واقع شده‌است.